# Idre församling
Idre församling var en församling i Västerås stift och i Älvdalens kommun i Dalarnas län. Församlingen uppgick 2010 i Idre-Särna församling. 

## Administrativ historik
Församlingen bildades på medeltiden genom en utbrytning ur Särna församling. Församlingen var upplöst mellan 24 december 1645 och 12 december 1651 och området ingick då i Älvsdalens församling. Före 1645 ingick församlingen i pastorat med Elverums församling i Norge. Mellan 1651 och 1 maj 1918 var församlingen annexförsamling i pastoratet Särna och Idre, för att därefter till 2006 utgöra ett eget pastorat. Från 2006 till 2010 ingick församlingen i pastoratet med Särna församling. Församlingen uppgick 2010 i Idre-Särna församling.

## Kyrkobyggnader
- Idre kyrka